# Група 10 на периодичната система
Група 10 на периодичната система („никелова група“), е група на периодичната система, съставена от преходните метали:
- никел
- паладий
- платина
- дармщатий

## Свойства
Елементите от десета група са бели до сребристо-сиви на външен вид и притежават силен блясък, устойчиви са на окисление при стандартни условия, ковки са. Проявяват предимно +2 и +4 степен на окисление, като +1 е постигана при специални условия. Съществуването на +3 степен на окисление е спорна (разглежда се като смес от +2 и +4 и междинно състояние при последващо окисление от +2 до +4). Предполага се, че металите от десета група могат да достигнат +6 степен на окисление при специфични условия, но това трябва да се докаже експериментално (изключение е платина, за която е доказано).